# Rubus correctispinosus
Rubus correctispinosus är en rosväxtart som beskrevs av Heinrich E. Weber. Rubus correctispinosus ingår i släktet rubusar, och familjen rosväxter. Inga underarter finns listade i Catalogue of Life.